# 보라매역
보라매(현대HT)역(Boramae(Hyundai HT)Station)은 서울특별시 동작구의 경계에 있는 서울 지하철 7호선과 서울 경전철 신림선의 환승역이다. 역명은 역 인근에 있는 보라매공원에서 유래되었다.

## 역사
- 2000년 8월 1일 : 서울 지하철 7호선 신풍~건대입구 구간 개통과 함께 영업 개시
- 2022년 5월 28일 : 서울 경전철 신림선 개통과 함께 환승역이 됨

## 역 구조
7호선은 1면 2선 섬식 승강장이고, 서울 경전철 신림선은 2면 2선 상대식 승강장이다. 두 노선 모두 스크린도어가 설치돼 있다. 출구는 8개가 있다.

### 7호선 승강장
| 신대방삼거리 ↑ |
| 하 상 \|       |
| ↓ 신풍         |

| 상행 | ● 서울 지하철 7호선 | 이수(총신대입구)·강남구청 · 상봉 · 도봉산 · 장암 방면 |
| 하행 | ● 서울 지하철 7호선 | 대림 · 가산디지털단지 · 온수 · 부천시청 · 석남 방면   |

### 신림선 승강장
| 서울지방병무청 ↑ |
| \| 상            |
| ↓ 보라매공원     |

| 상 | ● 서울 경전철 신림선 | 대방 · 샛강 방면          |
| 하 | ● 서울 경전철 신림선 | 신림 · 서원 · 관악산 방면 |

## 역 주변
- 신대방2동
- 보라매공원
- 기상청
- 서울동작소방서
- 동작세무서
- 대방중학교
- 신풍지구대
- 서울대길초등학교
- 신길7동
- 해군회관
- 서울지방병무청
- 신길동우체국
- 서울공업고등학교
- 서울대림초등학교
- 신한은행 보라매지점
- 농심 본사
- 부광약품 빌딩
- 현대HT
- 새마을금고 대방본점
- 노브랜드 버거 보라매역점
- 래미안에스티움아파트
- 보라매SK View
- 올리브영 보라매역점
- 피자헛 보라매점
- 맥도날드 보라매점

## 이용객 변동
2000년 자료는 개통일인 2000년 8월 1일부터 12월 31일까지인 153일 기준으로 환산한 것이다.
| 노선  | 노선   | 일평균 인원수 (명/일) | 일평균 인원수 (명/일) | 일평균 인원수 (명/일) | 일평균 인원수 (명/일) | 일평균 인원수 (명/일) | 일평균 인원수 (명/일) | 일평균 인원수 (명/일) | 일평균 인원수 (명/일) | 일평균 인원수 (명/일) | 일평균 인원수 (명/일) | 각주  |
| 노선  | 노선   | 2000년                | 2001년                | 2002년                | 2003년                | 2004년                | 2005년                | 2006년                | 2007년                | 2008년                | 2009년                | 각주  |
| ----- | ------ | --------------------- | --------------------- | --------------------- | --------------------- | --------------------- | --------------------- | --------------------- | --------------------- | --------------------- | --------------------- | ----- |
| 7호선 | 승차   | 6,093                 | 7,648                 | 8,480                 | 8,867                 | 8,922                 | 8,920                 | 9,272                 | 9,392                 | 9,708                 | 9,683                 | [ 2 ] |
| 7호선 | 하차   | 5,919                 | 7,431                 | 8,242                 | 8,493                 | 8,386                 | 8,563                 | 9,017                 | 9,166                 | 9,554                 | 9,565                 | [ 2 ] |
| 7호선 | 승하차 | 12,011                | 15,079                | 16,722                | 17,360                | 17,308                | 17,483                | 18,289                | 18,558                | 19,262                | 19,249                | [ 2 ] |
| 노선  | 노선   | 2010년                | 2011년                | 2012년                | 2013년                | 2014년                | 2015년                | 2016년                | 2017년                |                       |                       | [ 2 ] |
| 7호선 | 승차   | 9,511                 | 9,666                 | 9,594                 | 9,828                 | 10,036                | 9,922                 | 9,645                 | 9,297                 |                       |                       | [ 2 ] |
| 7호선 | 하차   | 9,372                 | 9,631                 | 9,566                 | 9,855                 | 10,087                | 9,927                 | 9,674                 | 9,395                 |                       |                       | [ 2 ] |
| 7호선 | 승하차 | 18,883                | 19,297                | 19,161                | 19,684                | 20,123                | 19,849                | 19,319                | 18,692                |                       |                       | [ 2 ] |

## 인접한 역
| 서울 지하철 7호선             | 서울 지하철 7호선    | 서울 지하철 7호선           |
| ----------------------------- | -------------------- | --------------------------- |
| 741 신대방삼거리 장암 방면    | ● 서울 지하철 7호선  | 743 신풍 석남 방면          |
| 서울 경전철 신림선            |                      |                             |
| S403 서울지방병무청 샛강 방면 | ● 서울 경전철 신림선 | S405 보라매공원 관악산 방면 |

## 사진

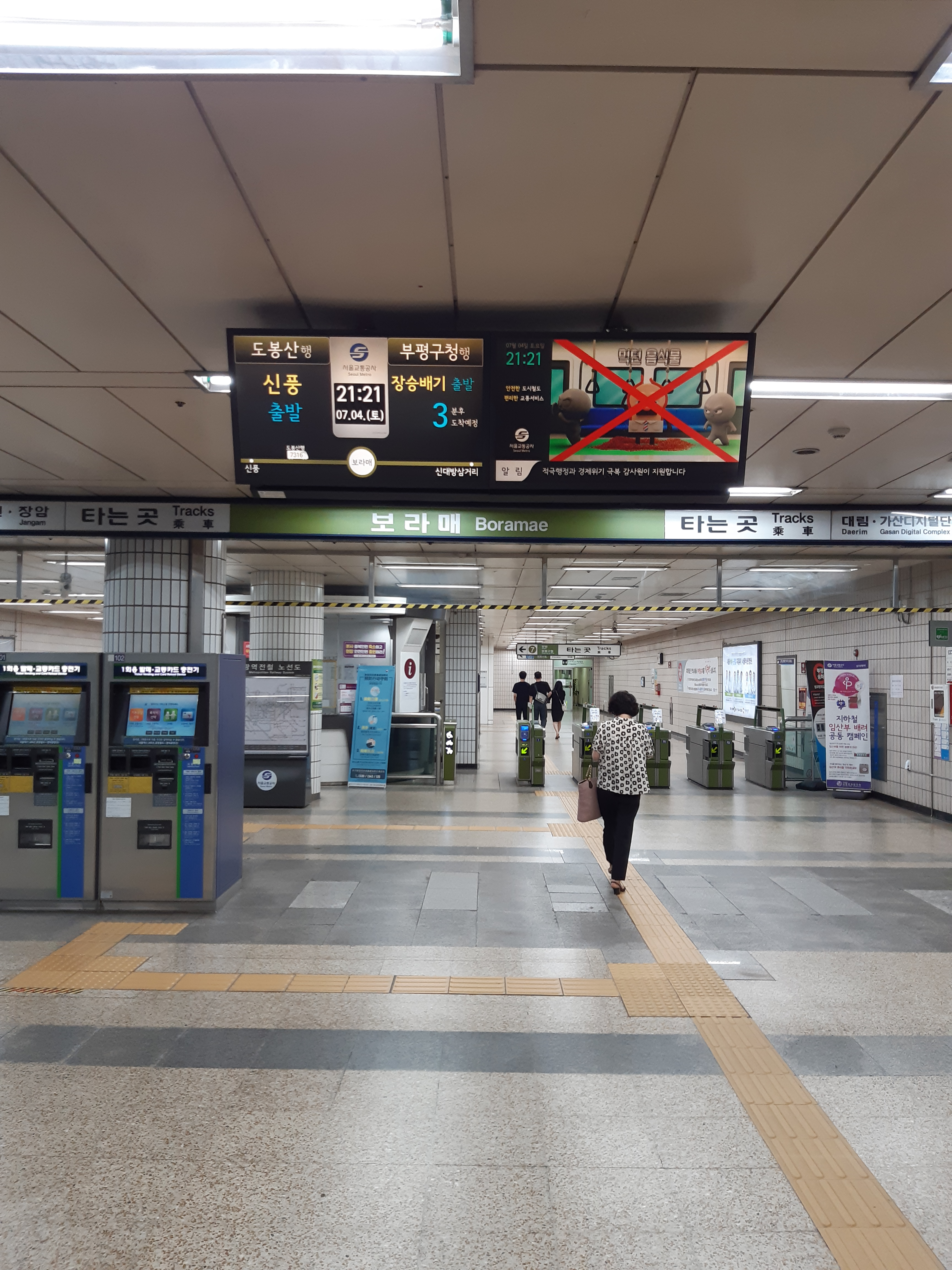
개찰구
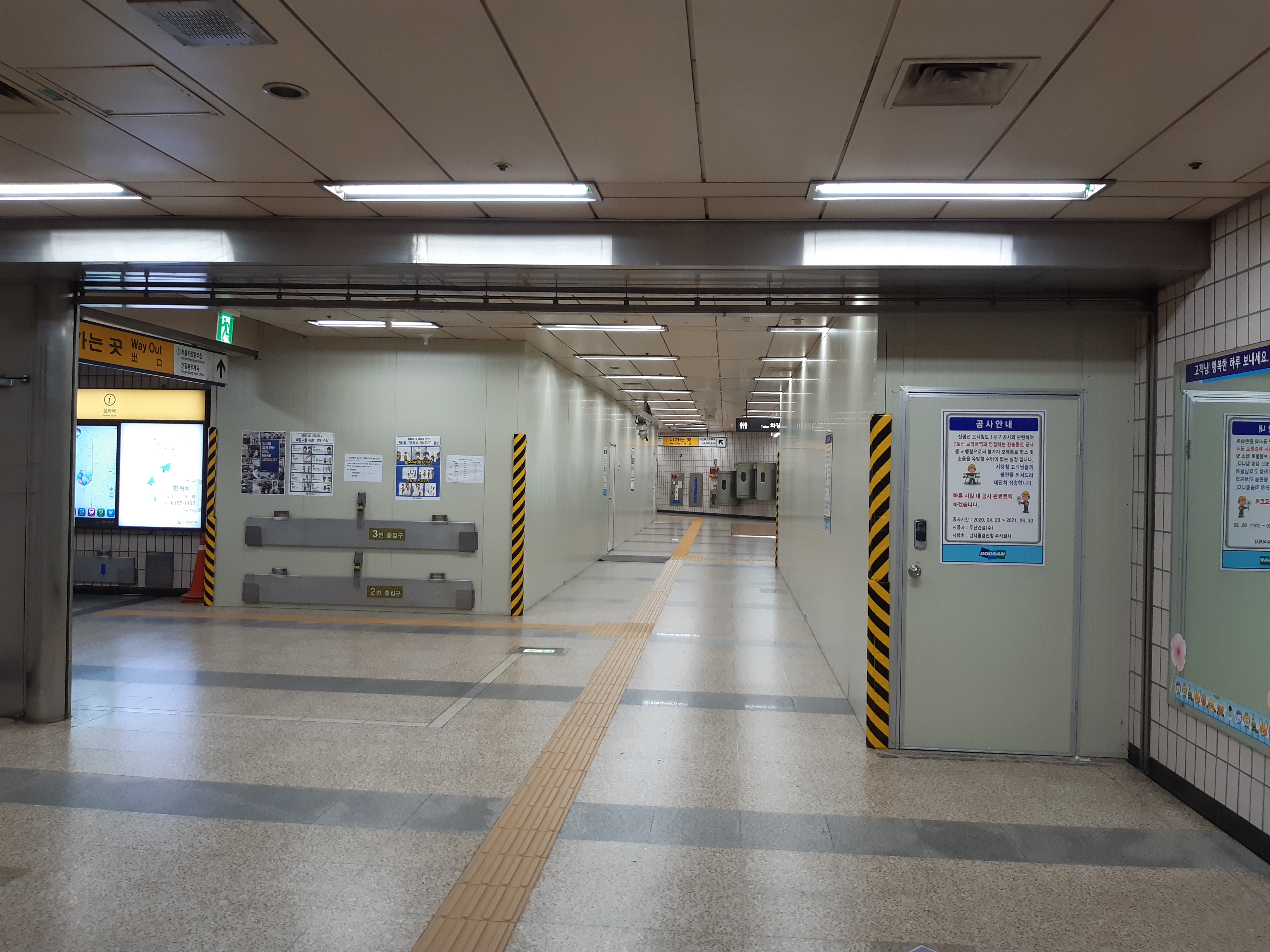
환승통로 공사중 (2020년)
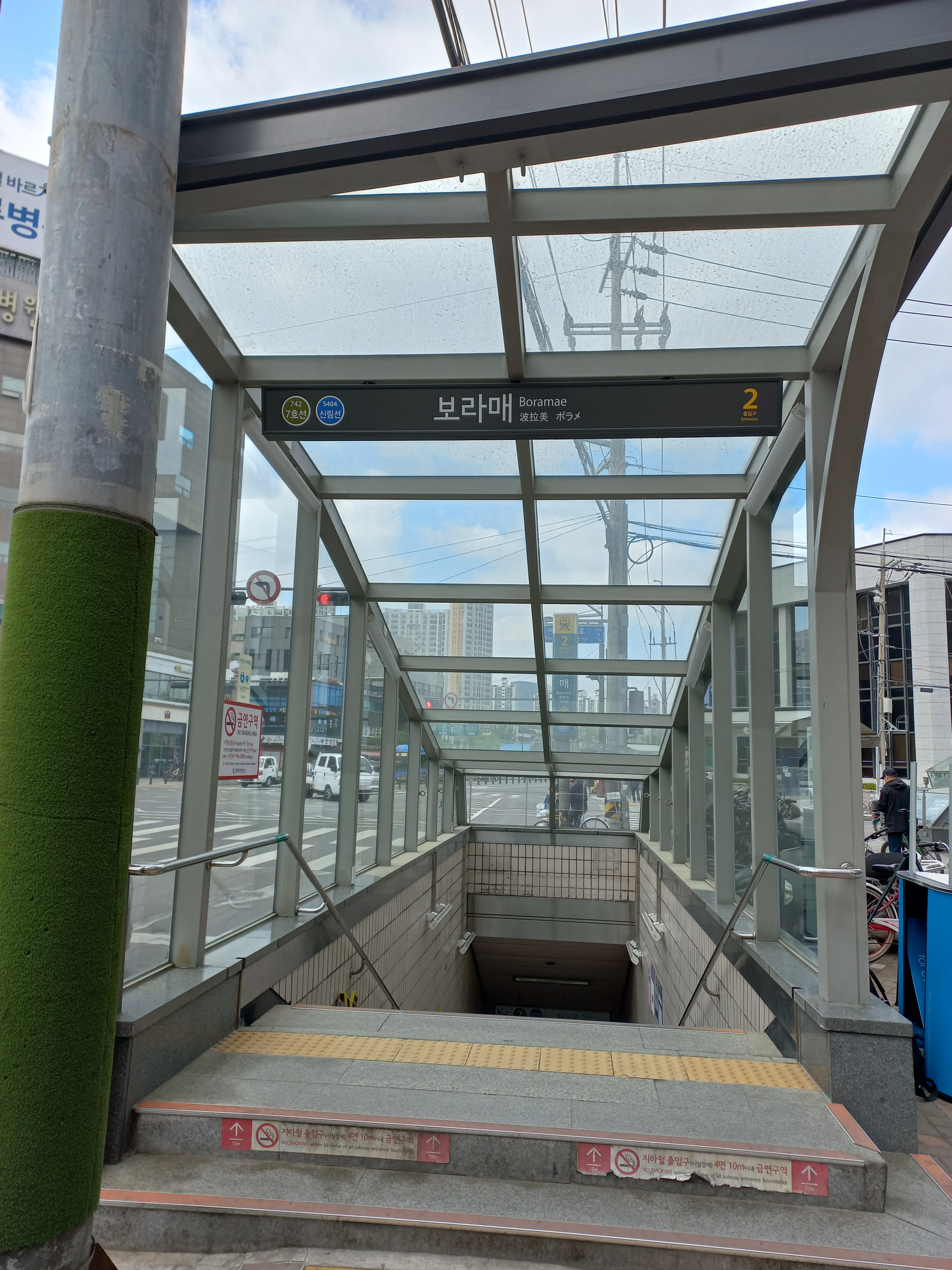
2번출구
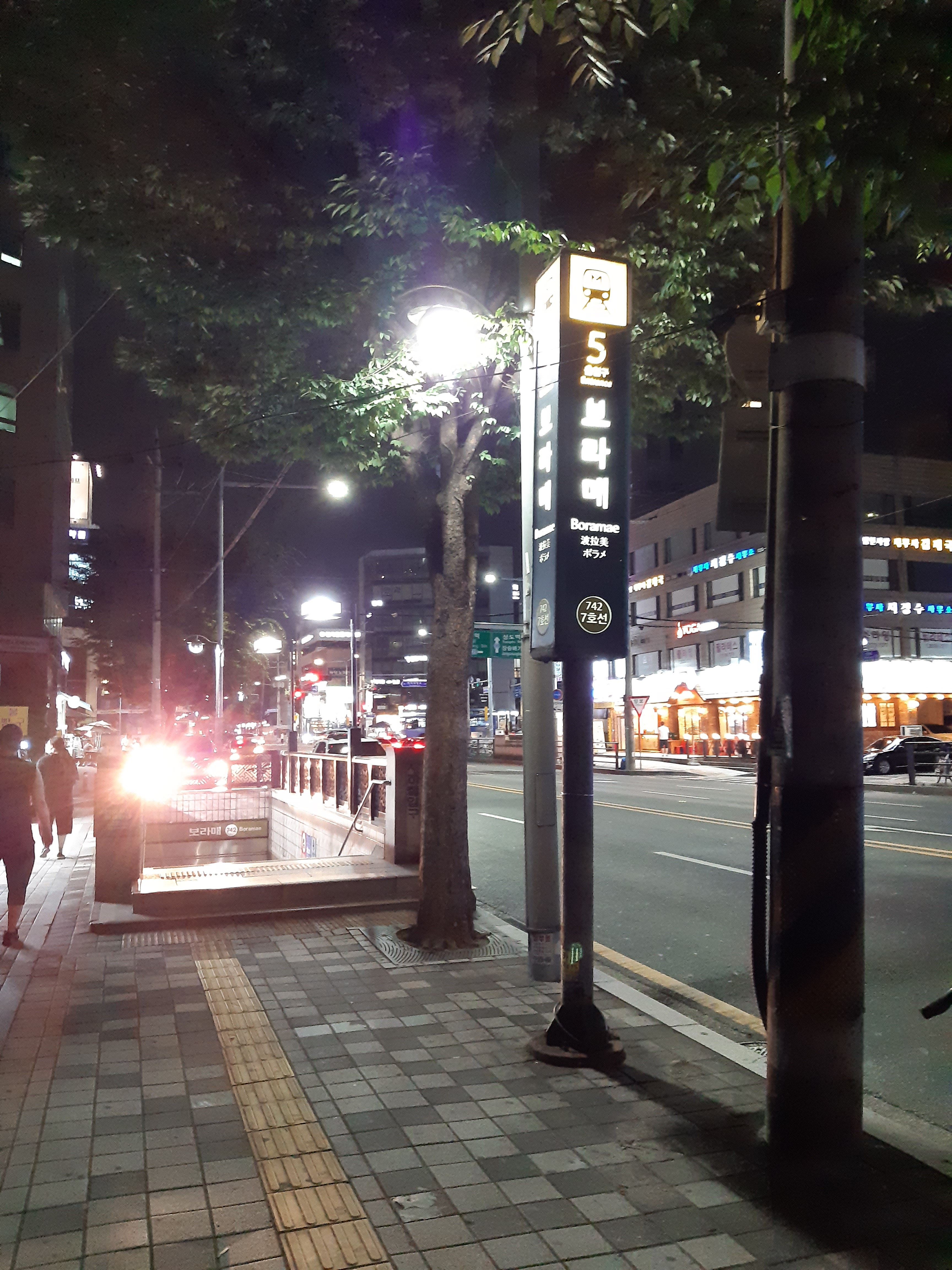
5번출구
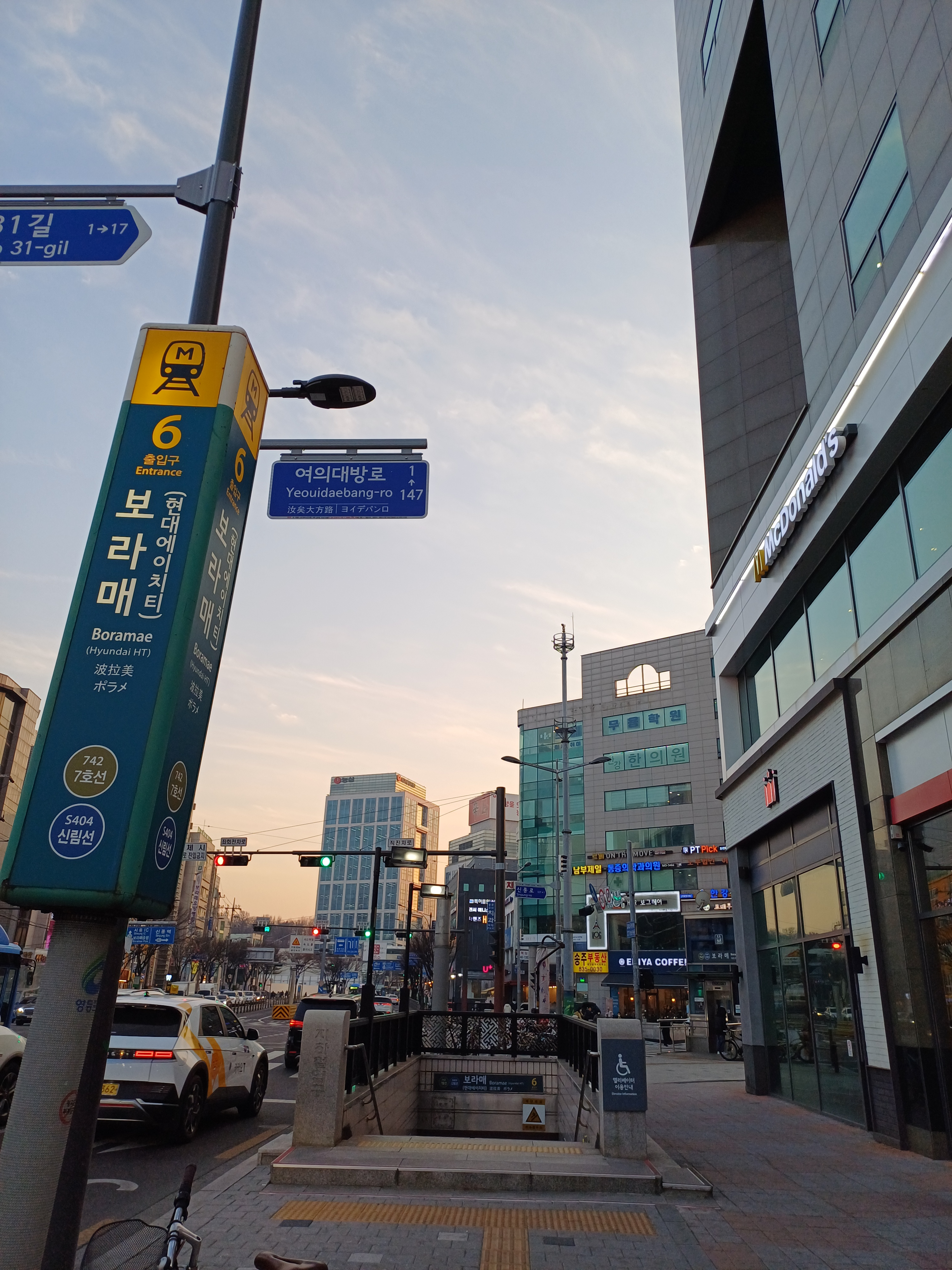
6번출구
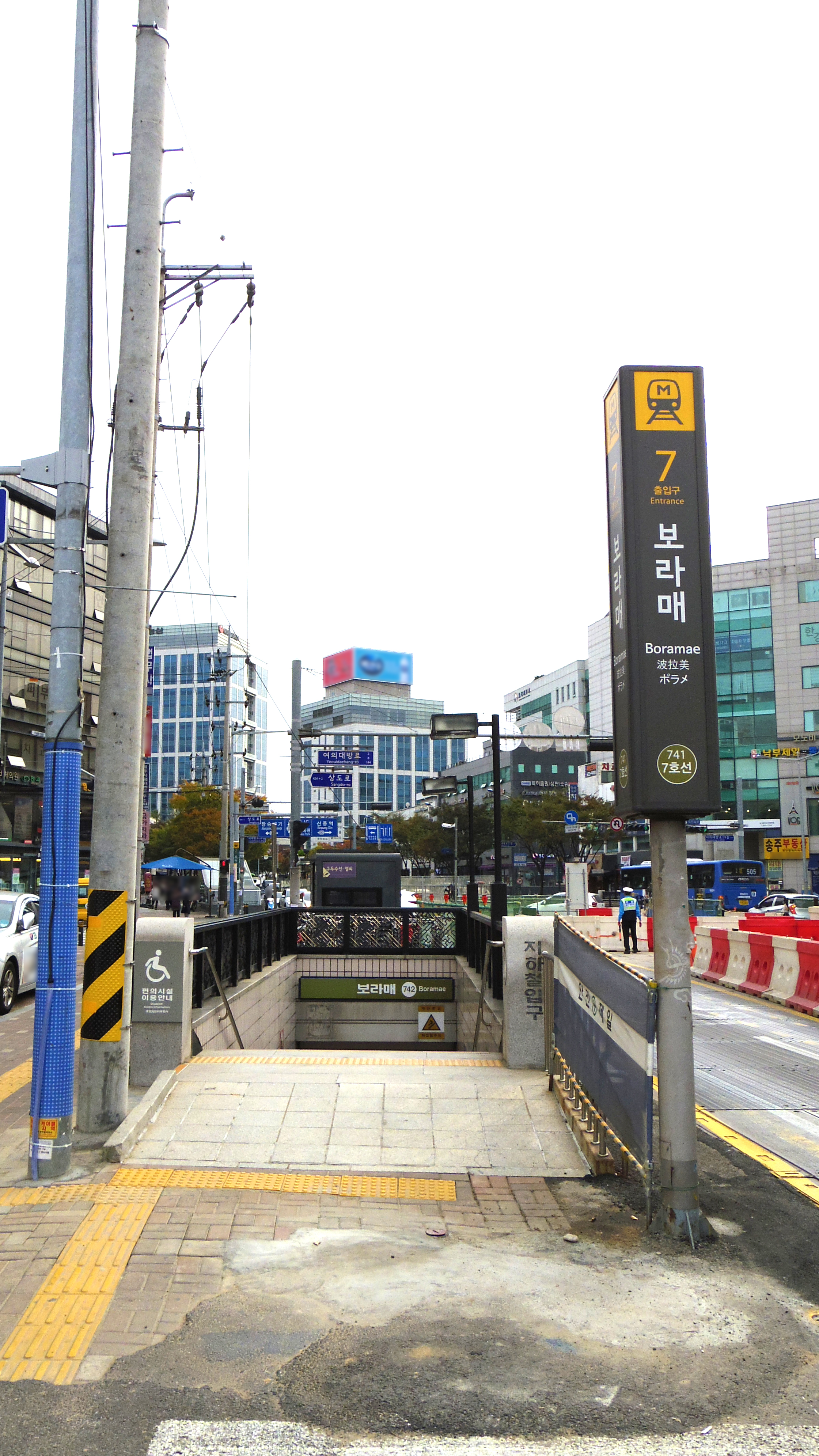
7번출구
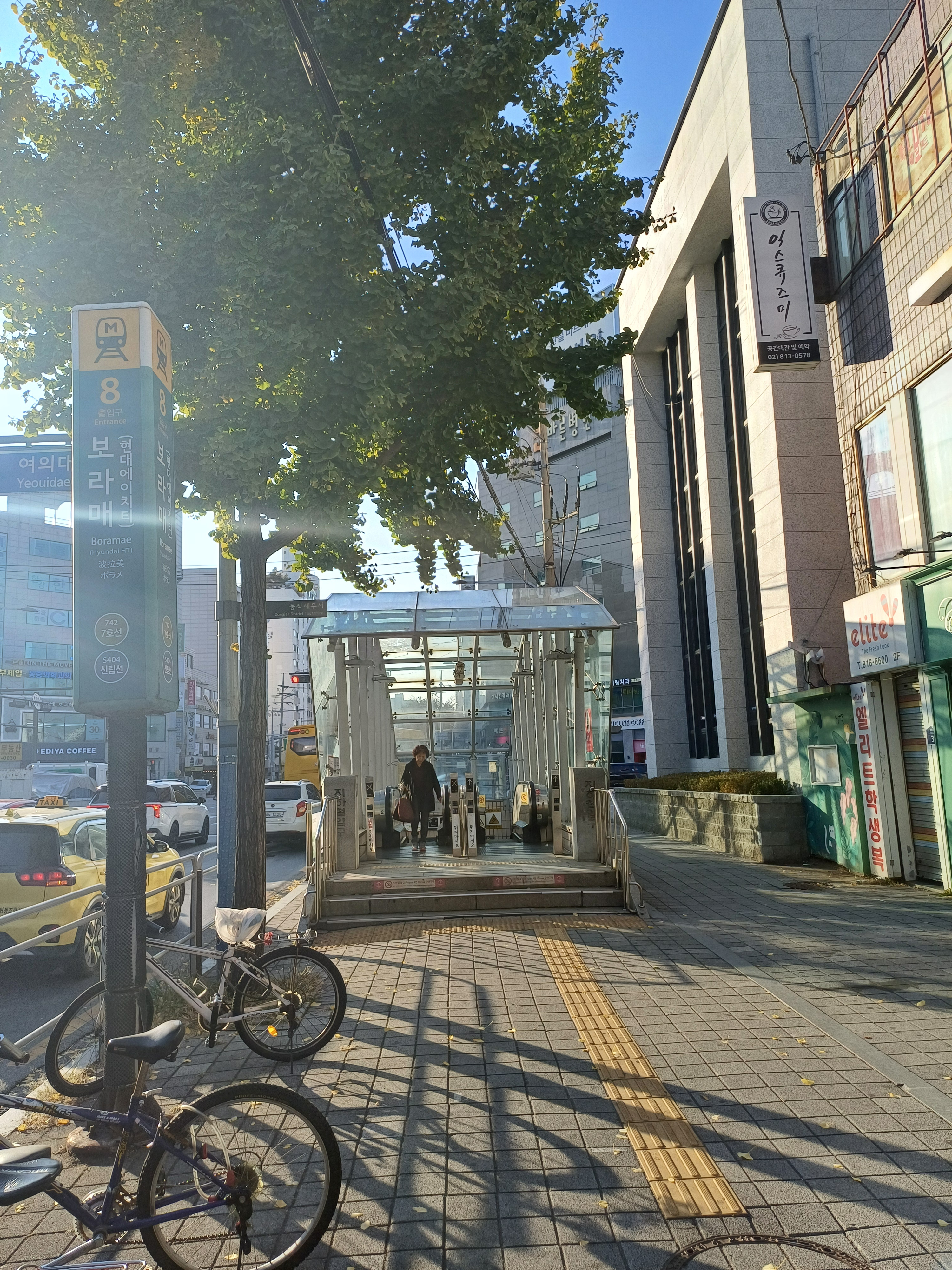
8번출구
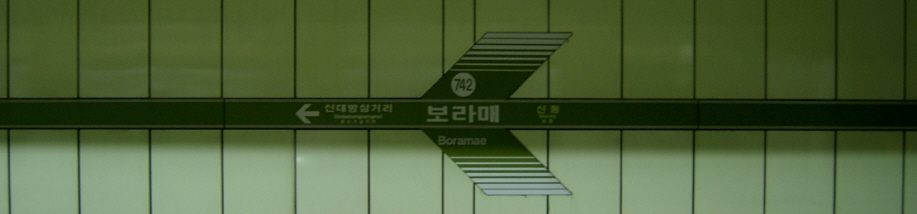
날개형 역명판
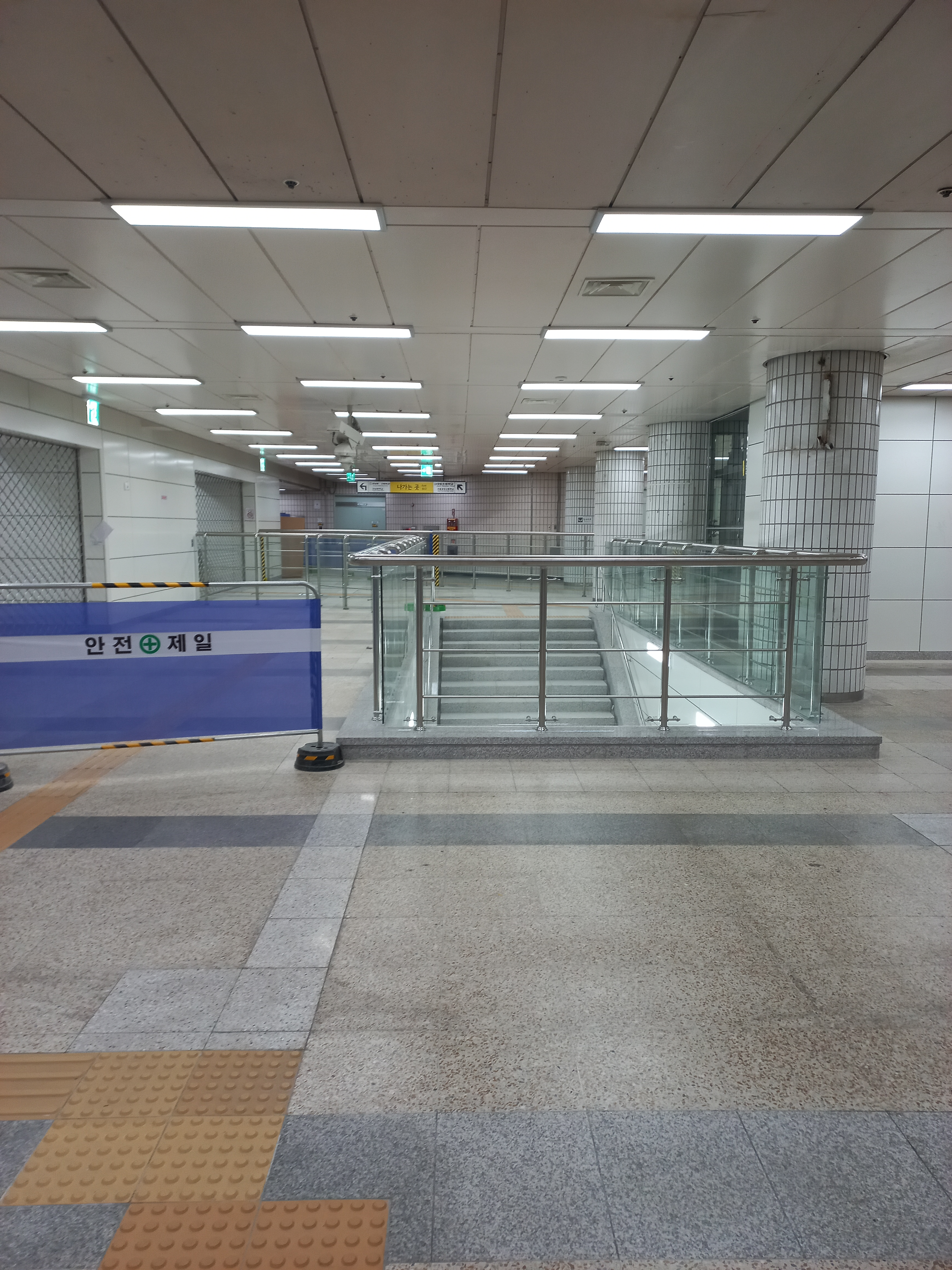
환승통로
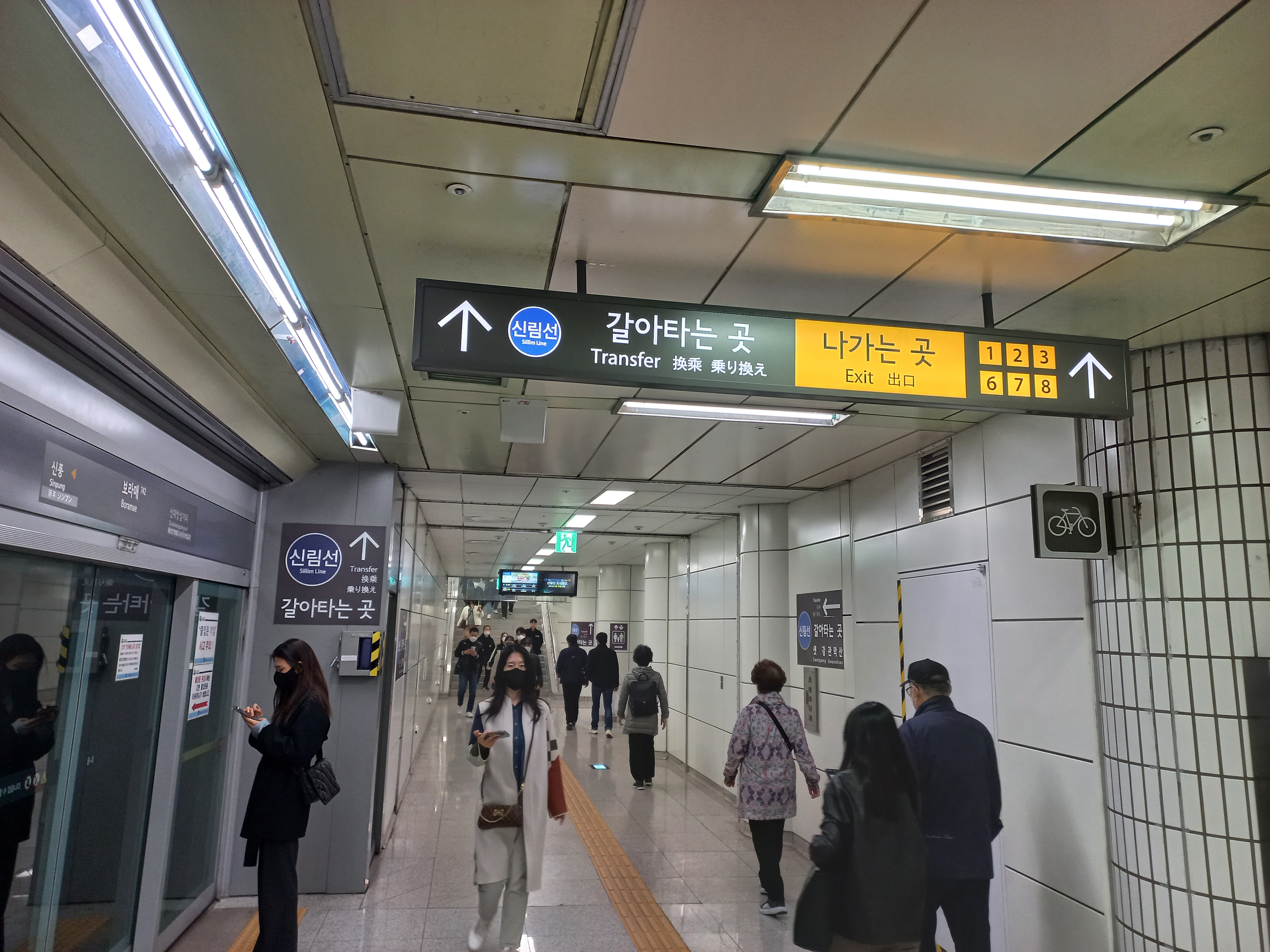
환승통로2
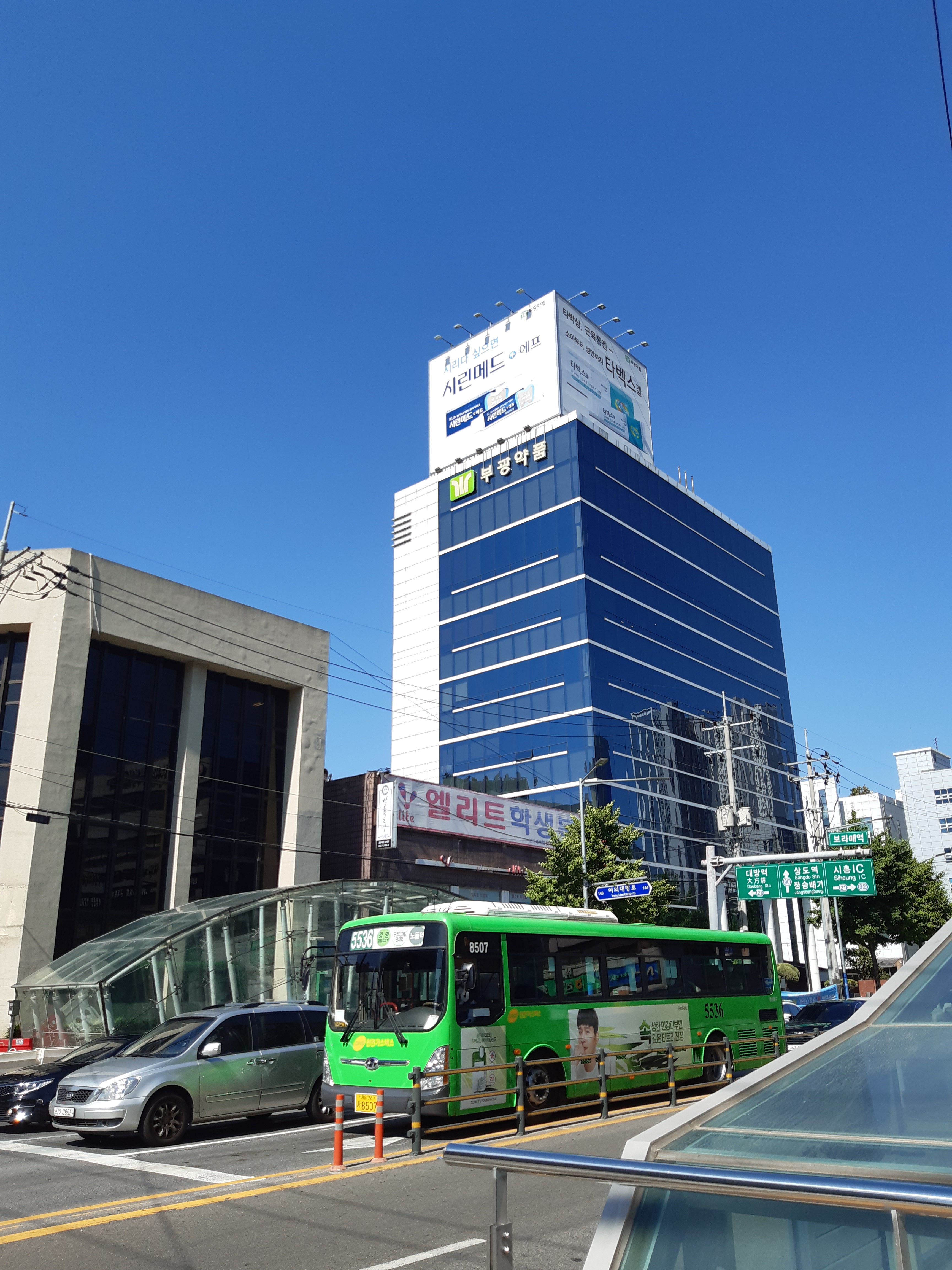
8번 출구 (부광약품 본사)
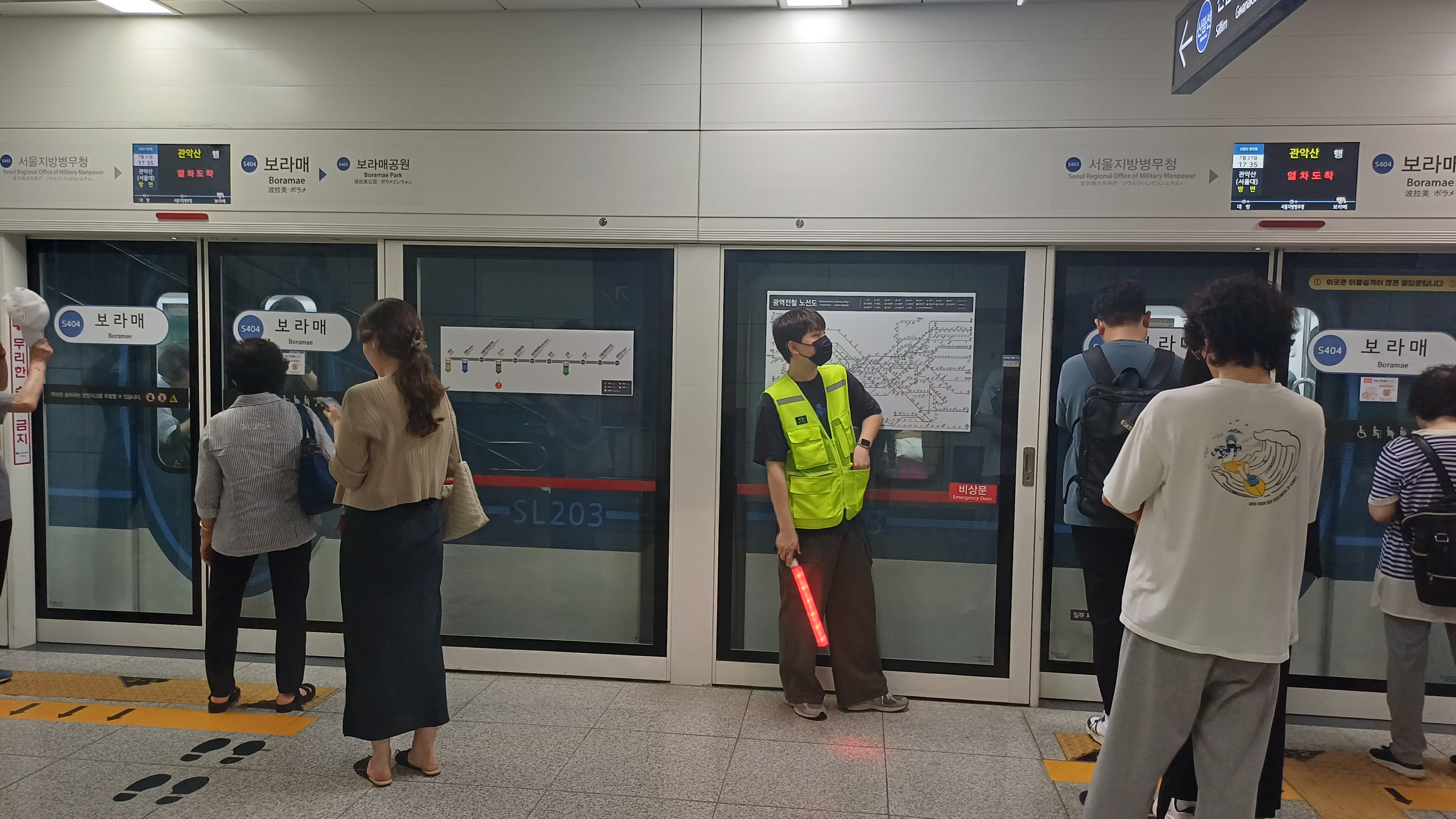
신림선 스크린도어